# Sections internationales de Sèvres
Pour les articles homonymes, voir SIS.

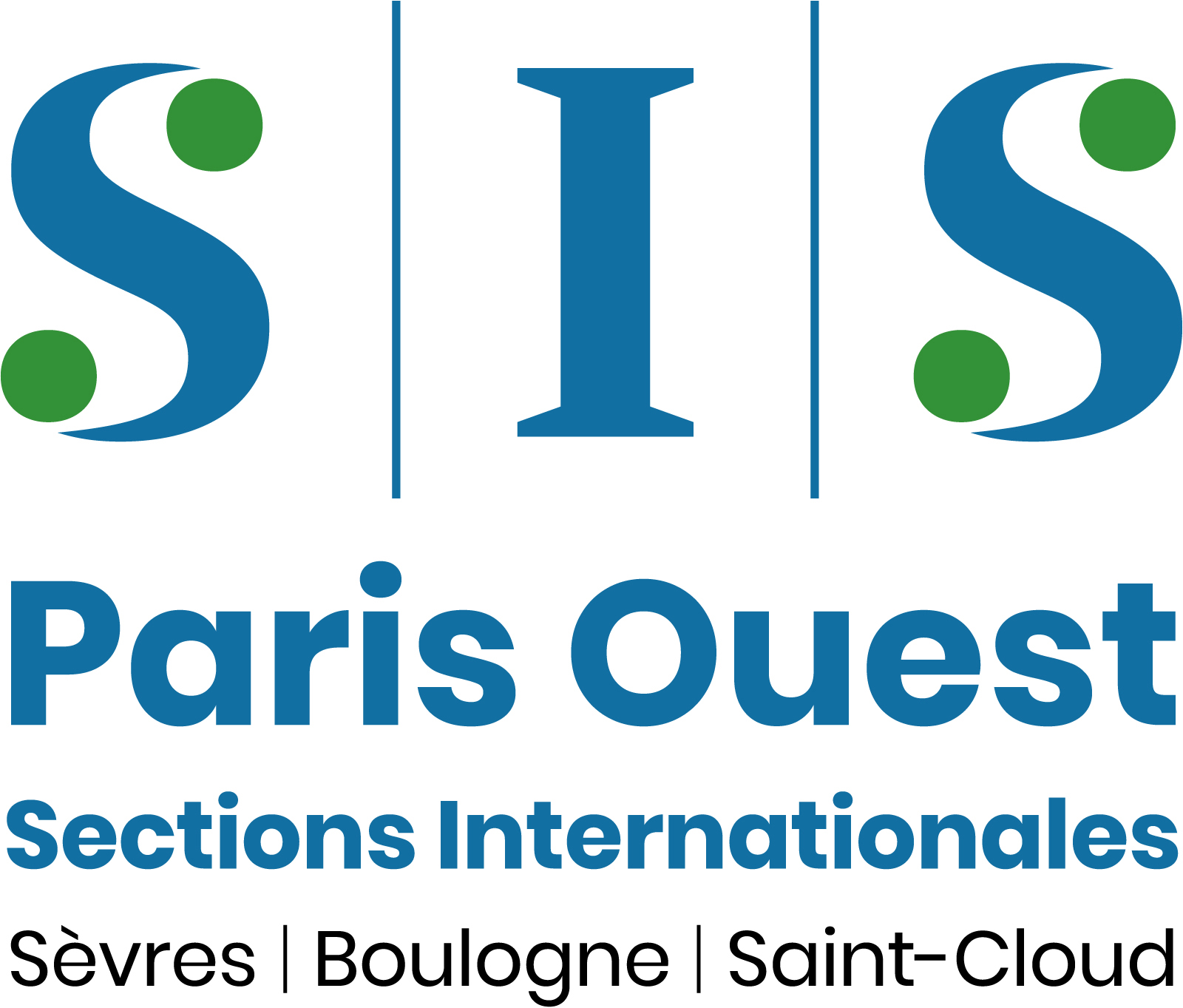

Les SIS Paris Ouest (SIS) sont des structures scolaires offrant un enseignement bilingue français-anglais ou français-allemand de la maternelle au lycée intégré sur temps scolaire ou en programme externe au sein d’établissements scolaires publics situés à Boulogne-Billancourt, Sèvres et Saint-Cloud dans les Hauts-de-Seine. Créées en 1960, grâce aux efforts conjugués de l’Unesco et du Ministère de l’Éducation Nationale, les SIS font partie des plus anciens programmes bilingues de France. 
SIS Paris Ouest fonctionne de façon autonome. Elle a un statut d’association de parents d’élèves à but non lucratif régie par la loi de 1901. L’équipe enseignante est de langue maternelle anglophone ou germanophone et utilise des techniques et matérielles pédagogiques de leurs pays d’origine. En 2021-2022, les SIS comptent 1310 élèves de toutes origines et de 41 nationalités différentes qui parlent anglais ou allemand couramment.

## Histoire
En 1948, le lycée de Sèvres ouvre des sections artistiques et une section musique et devient lycée pilote en 1952.
Par ailleurs, les membres du personnel de l’Unesco expriment le besoin d'une école bilingue anglais-français adaptée pour leurs enfants venus de tous les horizons. Une première école internationale est ouverte en 1954 par Jeannine Manuel : l’École Active bilingue (EAB). Mme Manuel, la fondatrice de l’EAB, accepte de transférer une partie des professeurs et des élèves à Sèvres, pour récupérer de la place pour ses classes maternelles et primaires, à Paris. C'est ainsi que les classes bilingues, rattachées au lycée, sont ouvertes à Sèvres, au 7 rue Lecocq Ce déménagement s’inscrit dans un projet à plus long terme qui est de constituer une École internationale de Paris, qui regrouperait l’EAB, les classes de Sèvres et le jardin d’enfants de l’Unesco.  Ce projet n'a jamais vu le jour dans son intégralité.
La première rentrée pour la section anglophone a lieu le 2 septembre 1960. Ceci comporte 95 élèves, de 14 nationalités différentes, répartie sur quatre classes de la 6e à la troisième. La pédagogie est largement inspirée de celle de l’EAB, avec laquelle Sèvres travaille en étroite collaboration. Un ramassage scolaire est mis en place pour faciliter le déménagement. 
Aux parents, il est demandé une participation au titre des « frais complémentaires de scolarité » pour couvrir l’entretien des quatre salles de classe et des compléments de traitement pour les enseignants, le traitement de base étant pris par le budget de l'Éducation Nationale. L’Unesco et des dons privés ont financé la construction et l’aménagement des salles de classe.
Les parents sont également appelés à être actifs : « Pour préserver cette originalité, il importe que les parents d’élèves jouent un rôle encore plus actif que celui des parents d’élèves d’un lycée de type purement français : c’est au prix d’une étroite collaboration entre les parents, la directrice des études, et le personnel administratif et enseignant […] que l’institution pourra prospérer ».
En 1960, il n'y a pas d’examen d’entrée. « Le simple fait d’être étranger ou français revenant d’un pays étranger donnait accès aux Sections. [..]. Beaucoup d’élèves arrivaient directement de leur pays d’origine, sans parler un traître mot de français. ».
- 1976 : Les sections internationales fonctionnent selon un statut semi-officiel à titre expérimental, l’Association des parents (Cercle Edmée-Hatinguais pour la promotion des sections internationales du lycée de Sèvres) est créée en 1976.
- 1978 : ouverture des classes internationales bilingues (français-anglais) à partir de la classe de seconde.
- 1979 : ouverture de la section germanophone.
- 1981 : publication d'un décret par le ministère de l'Éducation Nationale donnant un cadre légal aux sections internationales en France[7].
- 1984 : Création du bac OIB (« option internationale du baccalauréat »). La classe de terminale des SIS compte alors environ 10 élèves.
- 1986 : création des classes primaires du mercredi à l’école Gambetta de Sèvres.
- 1995: premier numéro du journal interne des SIS écrit par les parents et élèves. Les SIS comptent alors 350 élèves dans le secondaire et 210 en primaire.
- 2003 : ouverture des classes au collège Jean-Moulin (Chaville)[8] et du primaire intégré en allemand (école Gambetta Sèvres)[9].
- 2008 : ouverture des classes du primaire intégré en anglais à l’école Gambetta A à Sèvres.
- 2010 : ouverture des classes du primaire intégré en anglais à l’école Point-du-Jour à Boulogne-Billancourt.
- 2011 : ouverture des classes du primaire intégré en allemand à l’école Croix-Bosset à Sèvres.

## Composition
SIS Paris Ouest est implanté actuellement dans les établissements suivants :
- Lycée Jean-Pierre-Vernant (Sèvres)
- Collège de Sèvres (Sèvres)
- École primaire Gambetta A (Sèvres)
- École primaire Gambetta B (Sèvres)
- École Croix-Bosset (Sèvres)
- École Ferdinand Buisson (Boulogne)